# Новоизмайловский проспект
Новоизма́йловский проспе́кт — проспект в Московском районе Санкт-Петербурга. Ограничен Благодатной улицей и площадью Конституции. Параллелен Варшавской улице.
Магистраль идет с севера на юг. На большей части проезжая часть проспекта отделена от жилой застройки широкими газонами и «карманами».

## История и достопримечательности
С 1911 года и до начала Великой Отечественной войны на этой территории располагался Корпусной аэродром; жилищное строительство началось в послевоенные годы.
Новоизмайловский проспект был запроектирован как продолжение Измайловского проспекта, отсюда и появилось название. Поначалу новая улица была центральной магистралью кварталов послевоенной застройки и название «Ново-Измайловский» было условным, а в 1962 году стало официальным. Не позднее 1980 года написание названия проспекта было изменено на форму «Новоизмайловский».
К Новоизмайловскому проспекту примыкает парк Авиаторов.
На пересечении с Бассейной улицей с 2012 года расположено здание городского суда.
На проспекте, ширина которого (по «красным линиям» 90 метров) высажено множество деревьев (хотя из-за отсутствия на момент планирования достаточных представлений о благоустройстве они не помогают ни от жары, ни от ветров), он застроен пятиэтажными зданиями и башнями с однокомнатными квартирами (10 башен в шахматном порядке по 12 этажей, со сдвоенными окнами лестничных клеток, лоджиями). При планировании предполагалось, что проспект свяжет новые южные районы города с центром, состыковавшись с Измайловским проспектом с ликвидацией Варшавского вокзала. В середине проспекта сделан скоростной проезд, по сторонам — проезды местного значения, они разделены рядами деревьев и газонами; позже были добавлены тротуары.

## Примыкает или пересекает

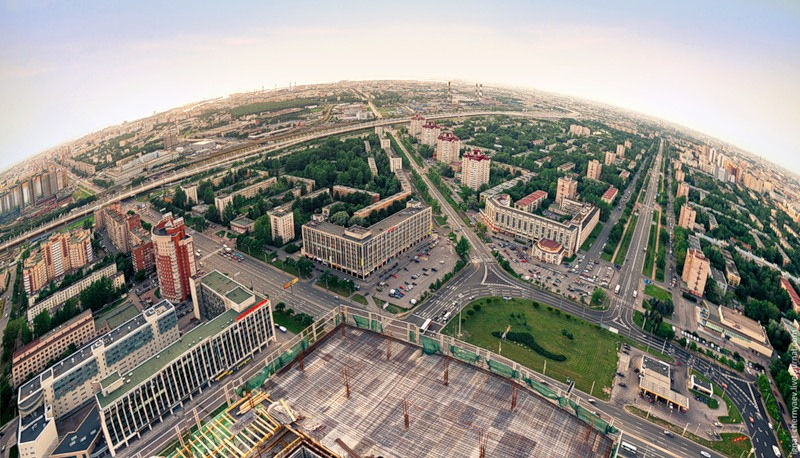
Вид с Лидер-тауэр. Лучами от площади Конституции расходятся Ленинский, Краснопутиловская улица и Новоизмайловский проспект

- Благодатная улица,
- Кузнецовская улица,
- Бассейная улица,
- Площадь Конституции:
  - Ленинский проспект
  - Краснопутиловская улица

## Общественный транспорт
- Автобус: № 36, 63, 64, 72, 286
- Троллейбус: № 17, 44